# 1329年
| 千纪： | 2千纪 |
| 世纪： | 13世纪 \| 14世纪 \| 15世纪                                                                                 |
| 年代： | 1290年代 \| 1300年代 \| 1310年代 \| 1320年代 \| 1330年代 \| 1340年代 \| 1350年代                           |
| 年份： | 1324年 \| 1325年 \| 1326年 \| 1327年 \| 1328年 \| 1329年 \| 1330年 \| 1331年 \| 1332年 \| 1333年 \| 1334年 |
| 纪年： | 己巳年（蛇年）；元天历二年；越南開泰六年，開祐元年；日本嘉曆四年，元德元年                                 |

## 大事记
- 2月27日——元文宗图帖睦尔讓位給其兄和世㻋。和世㻋在和林北部即位，年号天历，是为元明宗。
- 4月3日——在大都的元文宗派遣燕铁木儿和众多官员奉皇帝宝玺前往元明宗行在所，正式让出皇位。
- 5月5日——燕铁木儿率百官将皇帝宝玺献给元明宗。
- 8月30日——燕帖木儿毒死元明宗。
- 9月9日——元文宗復即帝位。

## 逝世
- 8月30日——元明宗和世㻋，第9代大元皇帝，元武宗之子。
- 張養浩，元朝散曲作家。